# 소울레인
소울레인(1977년 2월 16일 ~)은 대한민국의 가수다. 2007년 1집 앨범 [사랑했었어]로 데뷔했다.

## 학력
- 강릉경포고등학교 졸업
- 중부대학교 실용음악학 학사
- 경희대학교 아트퓨전디자인대학원 퍼포밍아트학 석사
- 경희대학교 국제대학원 응용예술학과 박사

## 방송
- 슈퍼 디바 2012 (2012) - Top32(26위)

## 음반
- 사랑했었어 (2007)
- 혼자 멀어지지 마 (경희대학교 아트퓨전대학원 실용음악학과 앨범지원 프로젝트) (2016)
- One Love (2017)
- 이 밤 (2020)
- 이별을 말할 때 (2020)

## 작곡
- 소울레인 <이별을 말할 때> (2020)

## 피처링
- 사랑새프로젝트 <걱정하지 말아요> (2020)

## 공연
- 2017 청춘버스킹 페스티벌 (2017)

## 수상
- 제2회 청주 직지창작가요제 대상 (2006)
- 제3회 현인가요제 전국본선대회 대상 (2007)

## 경력
- 청주kmi실용음악학원 원장, 대표 (2012~2018)
- 서울예원실용전문학교 학과장 (2016~)
- 숭실사이버대학교 연예예술경영학과 겸임교수 (2017~)
- 충청대학교 실용음악과 교수 (2017~)
- 경희사이버대학교 실용음악학과 교수 (2017~)
- 서울예원실용전문학교 교수지원팀 실용음악계열 주임교수 (2017)
- 경희대학교 아트퓨전디자인대학원 실용음악학과 겸임교수 (2018~2019)
- 충북예술고등학교 음악과 실용음악보컬 강사 (2021~)
- 청주시 중앙동 지역재생사회적협동조합 문화예술지원 팀장 (2021~)
- 한국문화예술네트워크 충북지부 문화교육국 국장 (2022~)
- 동원대학교 실용음악과 겸임교수 (2022~)
- 서울문화예술대학교 실용음악학과 교수 (2022~)